# Cumhuriyet
Cumhuriyet ("Republica") este o gazetă turcească care are sediul redacției în Istanbul. 
Cumhuriyet se numără printre cele mai vechi cotidiene din Turcia. A fost înființat în anul 1924 de Yunus Nadi Abalıoğlu. Actualul redactor-șef este Ilhan Selçuk. 

Ziarul este considerat de mulți jurnaliști drept "serios" și "intelectual".   . Ziarul ajunge la un numar de ca. 75.000 exemplare vândute.